# Витово (Черкасская область)
Витово (укр. Вітове) — село в Чигиринском районе Черкасской области Украины.
Население по переписи 2023 года составляло 820 человек. Почтовый индекс — 20911 — 20913. Телефонный код — 4730.
Возле села находится заброшенный посёлок Орбита, где жили строители Чигиринской АЭС. После аварии на Чернобыльской АЭС стройку остановили, и большинство жителей покинули посёлок. Сейчас бывший посёлок административно относится к селу Витово как "улица Орбита".

## Местный совет
20910, Черкасская обл., Чигиринский р-н, с. Рацево